# گل صد تومانی طلایی
گل صد تومانی طلایی(نام علمی: Paeonia mlokosewitschii) نام یک گونه از سرده گل صدتومانی است.